# Flughafen Belo Horizonte–Pampulha

i7
i11
i13
Der Flughafen Belo Horizonte–Pampulha (portugiesisch Aeroporto de Belo Horizonte/Pampulha – Carlos Drummond de Andrade, IATA-Code: PLU, ICAO-Code: SBBH) ist der alte Flughafen der Stadt Belo Horizonte in Brasilien.
Er wird von seit 2021 von CCR betrieben.

## Geschichte
Der Flughafen wurde 1933 von der Brasilianischen Luftwaffe eröffnet, die von hier aus Passagierflüge nach Rio de Janeiro und Fortaleza anbot.
Im Jahr 1943 wurde die Landebahn auf 1.500 Meter verlängert, 1953 auf 1.700 und 1961 auf 2.505 Meter.
Der Flughafen wurde schnell für die Passagierzahlen zu klein und 1984 wurde Confins eröffnet. Da der neue Flughafen jedoch weit außerhalb von Belo Horizonte liegt, entschieden sich viele Fluggesellschaften, in Pampulha zu bleiben. Dies führte zu Überfüllungen der Flughafenanlagen.
Seit dem 16. Dezember 2004 führt er den Beinamen Carlos Drummond de Andrade
Im Jahr 2005 entschied sich der basillianische Bundesstaat Minas Gerais dazu, auf dem Flugplatz nur noch Flugzeuge mit einer Kapazität von maximal 50 Passagieren landen zu lassen; dies führte dazu, dass Pampulha zu einem Regionalflughafen wurde.
Am 31. August 2009 stellte die staatliche Infraero einen 3,1 Millionen Euro schweren Investitionsplan für Pampulha vor, da 2014 die Fußball-Weltmeisterschaft in Brasilien ausgetragen werden würde.
Am 5. Oktober 2021 gewann das Konsortium CCR eine Konzession zum Betreiben des Flughafens für die nächsten 30 Jahre.

## Fluggesellschaften und Ziele
Derzeit wird Pamhulha nicht im Liniendienst angeflogen.

## Verkehrszahlen
Im Jahr 2021 verzeichnete der Flughafen 37.407 Flugbewegungen, bei denen 148.854 Passagiere befördert wurden.

## Zwischenfälle
- Am 26. Januar 1961 wurde eine Lockheed L-049 Constellation der Panair do Brasil (Luftfahrzeugkennzeichen PP-PDC) bei der Landung auf dem Flughafen Belo Horizonte–Pampulha zu spät und mit zu hoher Geschwindigkeit aufgesetzt. Die Piloten führten dann absichtlich einen Ringelpiez herbei, um ein Überschießen des Landebahnendes zu verhindern. Die Maschine kam in einem Graben neben der Landebahn zum Liegen und wurde irreparabel beschädigt. Alle 59 Insassen, sechs Besatzungsmitglieder und 53 Passagiere, überlebten den Unfall.[7]